# Пунта Прошуто (Лече)
Пунта Прошуто (итал. Punta Prosciutto) је насеље у Италији у округу Лече, региону Апулија.
Према процени из 2011. у насељу је живело 7 становника. Насеље се налази на надморској висини од 0 м.